# Котюженій-Марі
Котюженій-Марі (рум. Cotiujenii Mari) — село у Шолданештському районі Молдови. Адміністративний центр однойменної комуни, до складу якої також входять села Кобиля та Кушелеука.

## Населення
За даними перепису населення 2004 року у селі проживали 3335 осіб.
Національний склад населення села:
| Національність       | Кількість осіб | Відсоток   |
| -------------------- | -------------- | ---------- |
| молдавани румуни     | 3268 22        | 98,0% 0,7% |
| українці             | 20             | 0,6%       |
| росіяни              | 17             | 0,5%       |
| гагаузи              | 2              | 0,1%       |
| болгари              | 1              | < 0,1%     |
| інша / без відповіді | 5              | 0,1%       |
| Всього               | 3335           | 100%       |

## Відомі уродженці
- Георге Урскі — молдавський гуморист, актор, сценарист, режисер.
- Попа Анатолій Васильович — Молдавський військовий та радянський революціонер